# جان پیتکرن
جان پیتکرن (۲۸ دسامبر ۱۷۲۲–۱۷ ژوئن ۱۷۷۵) افسر رویال مارین انگلیس بود که در جنگ استقلال آمریکا در بوستون، ماساچوست مستقر شد.
پیتکرن در سال ۱۷۲۲ در اسکاتلند متولد شد، در ۲۳ سالگی به تفنگداران رویال مارین پیوست و در طول جنگ فرانسه و هند به کانادا رفت. وی در سال ۱۷۷۴ وارد بوستون شد و سال بعد در نبردهای لکسینگتون و کنکورد، نبردی که انقلاب آمریکا را نشان می‌داد، یکی از افسران فرمانده بود. دو ماه بعد در ماه ژوئن، پیتکرن در نبرد بانکرهیل کشته شد. او که در میان افسران بریتانیایی، چه مردان خود و چه مستعمرنشین‌ها فردی محترم شمرده می‌شد، در کلیسای اولد نورث در بوستون دفن شد.

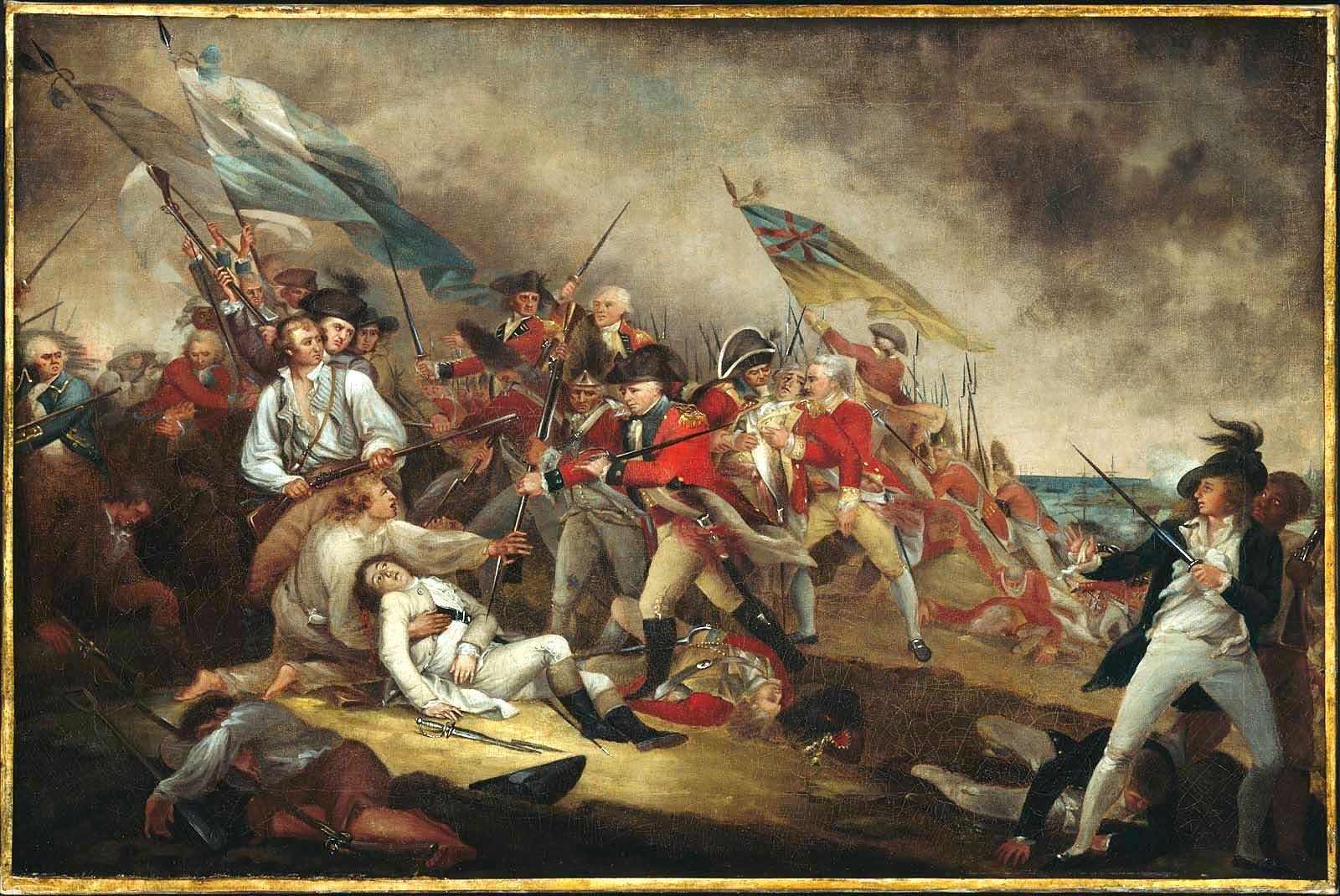
جان ترامبول: مرگ ژنرال وارن در نبرد بانکرهیل. در سمت راست مرکز تصویر پیتکرن در آغوش پسرش افتاده‌است.

## در فرهنگ عامه
- پیتکرن در صبح آوریل، رمانی که در سال ۱۹۶۱ توسط هاوارد فست نوشته شده‌است و به نبردهای لکسنگتون و کنکورد می‌پردازد، حضور دارد.[۱]
- پیتکرن در بازی اساسینزد کرید ۳ نیز در نقش یک آنتاگونیست ظاهر می‌شود. پیتکرن برای پشتیبانی از اهداف تمپلارها به هیتام کنووی می‌پیوندد.[۲] در بازی، او می‌تواند در حالی که بر اسب خود سوار است از بالای درختان در حین نبرد بانکرهیل ترور شود یا در آخر با راتونها که بجنگد.
- پیتکرن در مینی سریال سه قسمتی کانال هیستوری به نام پسران آزادی که در ۲۰۱۵ ساخته شد، به عنوان شخصیت مکمل حضور دارد.[۳] نقش او توسط بازیگر ایرلندی، کوین رایان بازی شد.[۴]
- آرامگاه پیتکرن را می‌توان در بازی ویدیویی فال‌اوت ۴، در مقر راه‌آهن، که در بوستون زیر ویرانه‌های کلیسای اولد نورث قرار دارد، مشاهده کرد. پیتکرن به واقع در آن‌جا دفن شده‌است.